# Ivars d’Urgell
Ivars d’Urgell – gmina w Hiszpanii, w prowincji Lleida, w Katalonii, o powierzchni 24,22 km². W 2011 roku gmina liczyła 1647 mieszkańców.